# Olof Palme
Sven Olof Joachim Palme (30. januar 1927 – 28. februar 1986) var en svensk socialdemokratisk politiker, der var Sveriges statsminister fra 1969 til 1976 og igen fra 1982 til 1986.
Palme var en af Nordens mest markante og kontroversielle politikere i anden halvdel af 1900-tallet. Han var central i opbygningen af den svenske velfærdsstat og var i udenrigspolitikken en skarp kritiker af imperialismen.
Han blev skudt ned på gaden en februarnat i 1986. Mordet på Olof Palme har efterfølgende ført til en af verdens største efterforskninger og til et nationalt traume for Sverige. Efter 34 års efterforskning blev hans formodede morder i juni 2020 udpeget som værende "Skandiamanden" Stig Engström.

## Baggrund
Olof Palme blev født ind i en overklassefamilie. Han voksede op i et stort hus på Östermalm i Stockholm, Östermalmsgatan 36, der nu er den rumænske ambassade. Han gik i privatskole, hvor hans begavelse blev bemærket. I 1944 fik han studentereksamen fra Sigtuna.
Palme uddannede sig senere på Kenyon College i Ohio, hvor han i 1948 bestod sine hovedfag, økonomi og statskundskab, med topkarakter.
Med sine kundskaber i fransk og tysk fungerede han som vejleder for medstuderende.
Mens han opholdt sig i Ohio, fik han besked om det kommunistiske kup i Prag. Palme skulle senere i 1968 skrive hvor en afgørende politisk oplevelse det var:
| „ | Pragkuppen 1948 var för många i min generation en avgörande politisk upplevelse. Inga förmildrande omständigheter kunde anföras till försvar för övergreppet. Tjeckoslovakien var en utvecklad industrination med väl fungerande demokratiska institutioner. Men den tjeckiska demokratin krossades över en natt genom militärt övervåld och med obarmhärtig förföljelse av oliktänkande som följd. | “ |

Ved Kenyon College fik han en Bachelor of Art i 1948. Før han tog tilbage til Sverige, foretog han en tre-måneders rejse rundt i Amerika. Palmes oplevelser på turen fik stor indflydelse på hans politiske ideer. Specielt mødet med de fattige sorte amerikanere i sydstaterne gjorde et varigt indtryk på ham.
Palme kom tilbage til Stockholms Universitet, hvor han studerede jura og blev cand.jur. i 1951. Han engagerede sig i studenterpolitik og var formand for Sveriges förenade studentkårer i 1952 og 1953.
Nogle ansatte i den amerikanske efterretningsorganisation CIA ønskede at rekruttere Palme som agent i 1949. Efter en studenterkonference i Prag overgav han ved et møde med Robert F. Woodward, en rådgiver ved den amerikanske ambassade i Stockholm, navne på tre svenskere der havde deltaget i konferencen. De tre var alle medlemmer af den radikale socialistiske/kommunistiske forening Clarté: Gunnar Claesson, Gunnar Svantesson og den senere formand for Amnesty International i Sverige Hans Göran Franck.
I Prag traf Palme en tjekkisk kvinde, Jelena Rennerova, der var på flugt fra sikkerhedspolitiet, og i 1949 indgik de et proformaægteskab, for at hun kunne forlade landet.
I 1956 blev Palme gift med psykologen Lisbeth Beck-Friis, som han havde truffet på en skirejse i 1952.
Parret fik tre sønner: Joakim født i 1958, Mårten født i 1961 og Mattias født i 1968.
I midten af 1960'erne bosatte familien Palme sig i rækkehusområdet Atlantis i Vällingby, et af efterkrigstidens moderne bebyggelser anset som "folkehjemsidyl". De boede der til begyndelsen af 1980'erne hvor Palmeparret flyttede til Stockholms bymidte og overlod rækkehuset til sønnen Joakim Palme. Palmeparrets bopæl i bymidten var Västerlånggatan nummer 31, hvor flere andre fremtrædende svenske socialdemokrater har boet, dels Myrdal-parret, dels Göran Persson. Sønnen Joakim Palme er professor i statskundskab ved Instituttet for Fremtidsstudier i Stockholm,  mens Mårten Palme er professor ved Stockholms Universitet.

## Politisk karriere
Palme meldte sig ind i det svenske socialdemokrati, Socialdemokratiska Arbetarepartiet, og blev i 1953 sekretær for statsminister Tage Erlander. Det vakte opmærksomhed, at den kun 26-årige Palme blev ansat, og han blev en ganske tæt og uundværlig samarbejdspartner for Erlander. Lennart Geijer erindrede at Erlander sagde til ham: "Palme er den største politiske begavelse, vi har haft i Sverige i 1900-tallet". Erlanders tiltro til Palme illustreres af, at da Erlander blev svært forkølet under et statsbesøg i Sovjetunionen i april 1956, overtog den 29-årige Palme forhandlingerne med Khrusjtjov inden for kulturområdet. Man begyndte at betegne Palme som den grå eminence og Erlanders skygge.
Palme blev valgt til det svenske parlament, Riksdagen, i 1958. Palme blev kommunikationsminister i 1965 og undervisningsminister i 1967. Som kommunikationsminister stod Palme bag en af svensk histories største kampagner, da Sverige overgik fra venstre til højrekørsel. Som kommunikationsminister kom han også til at behandle sagen om den svenske reklamefinansierede piratradio Radio Syd, som sendte til Malmø fra internationalt farvand. Chefen for radioen, Britt Wadner, blev idømt en fængselsstraf. Trods en underskriftsindsamling med 130.000 navne der blev sendt til Palme, stod han fast med ordene "man måste ju följa spelreglerna".
I sin ministertid var Palme med til at kølne forholdet mellem Sverige og USA. Det første anslag kom efter at USA optrappede indsatsen i Vietnamkrigen i 1965, og Palme i juli det år i Gävle fremførte kritikken: "det är en illusion att tro att man kan möta krav på social rättvisa med våld och militära maktmedel". Efter at Vietnamkrigen igen optrappedes i begyndelsen af 1968 med Tet-offensiven, deltog Palme den 21. februar i et fakkeltog gennem Stockholm og et protestmøde ved Sergels Torg mod amerikanernes krigsførsel. Ved dette møde sagde Palme blandt andet "Men skall man tala om demokrati i Vietnam är det uppenbart att den i betydligt högre grad representeras av FNL än av Förenta Staterna och dess allierade juntor." Hvad der især pådrog sig opmærksomhed var et fotografi af den demonstrerende Palme gående ved siden af den nordvietnamesiske Moskvaambassadør, der var på besøg i Stockholm. USA's regering blev oprørt over symbolikken i billedet og hjemkaldte deres ambassadør William Health. Før Health rejste hjem fik han et møde med Tage Erlander og udenrigsminister Torsten Nilsson. Ved mødet tog Erlander og Nilsson dog ikke afstand fra Palme. Sagen førte også til en heftig indenrigspolitisk debat i Sverige. Oppositionen krævede hans afgang som undervisningsminister.[kilde mangler]
Palme medvirkede i Vilgot Sjömans usædvanlige film Jeg er nysgerrig fra 1967, der blandede elementer fra spillefilm, reportage og dokumentarfilm. I filmen blev Palme, som 39-årig kommunikationsminister, interviewet af Sjöman om politiske emner. Filmen indeholdte også scener med sex og nøgenhed. Med datidens manglende sexualliberalisme kunne det skabe noget debat at et regeringsmedlem medvirkede i hvad andre politikere oprørt mente var en ren pornofilm.
I 1968 talte Palme ved et politisk arrangement i Almedalen. Det skulle blive begyndelsen på den årlige såkaldte Almedalsveckan, — inspirationen for det danske Folkemøde i 2011.
I 1968 udgav Palme bogen Politik är att vilja (dansk 1968: Politik er at ville).

### Statsminister
Olof Palme overtog formandsposten i partiet og blev statsminister i 1969.
I 1972 holdt han sin berømte juletale, hvori han sammenlignede USA's bombeangreb mod Hanoi med krigsforbrydelser: "Guernica, Oradour, Babij Jar, Katyn, Lidice, Sharpeville, Treblinka. Der har volden sejret, men eftertiden har fældet en hård dom over de ansvarlige. Nu føjer et nyt navn sig ind i rækken: Hanoi – julen 1972." Talen skabte en alvorlig diplomatisk krise mellem USA og Sverige, hvad Palme må have forudset.
I første halvdel af 1970'erne blev Sverige ramt af terror og et alvorligt gidseldrama, som Palme som statsminister blev inddraget i. I september 1972 kaprede nogle kroater et DC-9-fly der var på vej fra Gøteborg til Stockholm og tvang det ned i Bulltofta lufthavn ved Malmø. Kaprerne krævede syv landsmænd, der var fængslede i Sverige, frigivet. De krævede også en million kroner. Med statsminister Palme i spidsen frigav regeringen de fængslede og overgav en halv million kroner. Kaprerne tvang herefter flyet til Spanien. Frigivelsen er senere kaldt et groft lovbrud og er diskuteret blandt jurister hvor begrebet "konstitutionel nødret" er født.
Gidseldramaet i Kreditbanken på Norrmalmstorg i Stockholm i august 1973 varede over flere dage og den svenske regering blev inddraget. Gidseltagerene ringede Palme op fra bankboksen og krævede frit lejde. Under gidseldramaet talte Palme også i telefon med et af gidslerne. Mens gidslernes reaktionsmønter blev betegnet Stockholmsyndromet, fremstod Palme som hvad Henrik Berggren senere betegnede som "en yderst effektiv og koldsindig leder". Endelig i 1975 var der et gidseldrama på Vesttysklands ambassade i Stockholm, hvor fem medlemmer af Rote Armee Fraktion holdt blandt andet den vesttyske ambassadør som gidsel.
Dramaet på Norrmalmstorget opstod midt i valgkampen for det svenske valg søndag den 16. september 1973. Dagen før valgdagen døde den svenske konge. Efter de usædvanlige hændelser gennemførte Palme valget, og sammen med Vänsterpartiet opnåede Socialdemokraterne 175 mandater, det samme antal mandater som oppositionen. Palme kunne fortsætte som statsminister, på grund af den negative parlamentarisme i Sverige. Socialdemokraternes valgresultat på 43,6% var den laveste tilslutning siden 1932. Valgets resultat var dog positivt set på baggrunden af at der i Sveriges nabolande, Danmark og Norge, havde opstået en række nye partier ledt af Mogens Glistrup, Erhard Jakobsen og Anders Lange. I Danmark kom de nogle måneder efter Riksdagsvalget til at gøre et ordentligt indhug i de danske socialdemokraters vælgertilslutning ved Folketingsvalget 1973. Den samme store vælgervandring sås ikke i Palmes Sverige.
I midten af 1970'erne afslørede journalister to sager, der kunne have blevet politiske skandaler. Palme slog hårdt ned på folkene bag afsløringerne, og sagerne kom til i alvorlig grad at påvirke to af Sveriges senere fremtrædende forfattere: Jan Guillou og Leif G.W. Persson. Den ene var den såkaldte IB-affære, hvor det hemmelige efterretningsorgan IB blev afsløret. Afsløringen udkom den 3. maj 1973 i tidsskriftet Folket i Bild/Kulturfront og var et samarbejde med journalisten Peter Bratt og Jan Guillou. De blev begge dømt for spionage. I den anden sag, den såkaldte Geijer-affære, sendte rigspolitichef Carl Persson et dokument til statsminister Palme, hvori Palmes justitsminister Geijer og oppositionslederen Thorbjörn Fälldin blev beskyldt for at have købt seksuelle ydelser. Historien om Geijer blev lækket af Leif G.W. Persson fra Rigspolitistyrelsen til journalisten Peter Bratt og udgivet i Dagens Nyheter i 1977. Palme og Geijer benægtede historien, Leif G.W. Persson blev afskediget og DN måtte betale erstatning til Geijer.
Som i sin kritik af USA's krigsførelse var Olof Palme heller ikke bleg for at anvende en hård retorik overfor fascistiske regimer. Ved en tale på den socialdemokratiske partikongres den 28. september 1975 kaldte han Francos fascistiske regering for "disse satans mordere". Tidligere på året, den 19. april, havde Palme rettet kritik mod den modsatte side af jerntæppet, da han kaldte den tjekkoslovakiske regering under Gustáv Husák for "diktaturets kreatur". Andre udemokratiske ledere mødte dog ikke Palmes hårde kritik: Samme år besøgte han Fidel Castros Cuba, blev hyldet og gav tale på spansk.

### 1976: Palme taber magten
Palme fungerede som statsminister til 1976, hvor hans koalition tabte valget til liberale og konservative partier. Det skete blandt andet efter at den svenske skattepolitik var løbet løbsk, og den kendte børnebogsforfatter Astrid Lindgren offentligt påpegede, at hun betalte over 100 procent i marginalskat. Lindgren havde udgivet den satiriske artikel Pomperipossa i Monismanien i Expressen den 10. marts 1976. Sammen dag affejede Palmes finansminister Gunnar Sträng hende arrogant med "om man tjänar så mycket som Astrid gör, så ska man betala mycket i skat", og senere "artikeln är en interessant kombination av stimulerande litterär förmåga och djup okunskap om skattepolitikens irrgångar" efterfulgt af "men det begär vi ju inte att Astrid Lindgren ska klara". Palme selv var kritisk overfor sin finansminister, men Sträng fik et flertal af de andre ministre med sig i statsrådet. I april var Socialdemokraterne nede på 38% i meningsmålingerne som følge af sagen, og Palme besluttede da at skattereglerne skulle ændres.
Samme år havde skattesagen for en anden verdensberømt svensk kunstner, filmskaberen Ingmar Bergman, skabt røre. Den 22. april 1976 meddelte han at han forlod Sverige på grund af skattemyndighederne.
En anden sag der havde betydning i valget var spørgsmålet om kernekraften i Sverige. Frem til valget var Palmes socialdemokrater for en udbygning, og var i den sag støttet af de store fagforbund, da de mente at udbygningen kunne garantere energi til den svenske industri. Deroverfor stod Thorbjörn Fälldin der påpegede risikoen ved det højradioaktive affald. I afslutningsdebatten i 1976 talte Palme om fremtidens energi, men kunne samtidig ikke give svar på affaldsspørgsmålet. Aftonbladets lederskribent Eva Franchell har ment at det afgjorde valget.
Ved Riksdagsvalget i Sverige 1976 fik Socialdemokraterne under Palmes ledelse 42.7% af stemmerne svarende til 152 mandater.

### I opposition
Kernekraftdebatten fortsatte mens Palme var i opposition. Kernekraftmodstanderen og statsministeren Fälldin kunne ikke få et Riksdagsflertal for en nedlæggelse, og ønskede så en folkeafstemning om spørgsmålet, hvilket heller ikke lykkedes. Han overlod derefter statsministerposten til Ola Ullsten. Palme fortsatte med at være kernekraftvenlig, men den 28. marts 1979 skete Three Mile Island-ulykken i USA og et par uger før, den 16. marts, havde filmen Kinasyndromet haft premiere. Kernekraftulykken betød et skift i Sveriges energipolitik den 4. marts 1979, den såkaldte "galna onsdagen", da den socialdemokratiske ledelse gik ind for en folkeafstemning. Afstemningens dato blev sat til den 23. marts 1980.
Inden kernekraftafstemining var der Riksdagsvalg den 16. september 1979. På trods af en tomandaters fremgang fik Palme ikke regeringsmagten tilbage.
Kernekraftafstemning kom ikke til at blive en simpel ja/nej afstemning. I stedet indførte Palme tre linjer i folkeafstemningen: En ja-linje, en nej-linje og den tredje "afvikling med fornuft", som Palme tilsluttede sig. Palme anses for at havde vundet denne afstemning, men hans linje anses også af kernekraftmodstanderen Eva Franchell for at være en skinmanøvre til at bevare kernekraftværkerne i drift, og dermed beskytte den svenske stålindustri, Volvo og Saab.
I opposition havde Palme flere internationale hverv. Han var præsident for Nordisk Råd 1979, og den 11. november 1980 udpegede FN's generalsekretær Kurt Waldheim Palme til at mægle i Iran-Irak-krigen. Nogle fremskridt skete med frigivelsen af handelsflåden fanget i Shatt al-Arab og en begrænset fangeudveksling.  I oppositionstiden ledede Palme også den internationale Palmekommission der arbejdede med nedrustning af atomvåben og som aflagde rapport i 1982.
Mens Palme var i opposition grundstødte den sovjetiske ubåd U137 i den svenske skærgård den 28. oktober 1981 og skabte spændinger mellem de to lande.  Hændelsen satte gang i en svensk ubådsjagt.

### Statsminister igen
Palme kom til regeringsmagten igen i 1982. Socialdemokraterne opnåede 45,6% af stemmer og 166 mandater, — partiets bedste resultat medens Palme var i spidsen.
Ubådsjagten fortsatte til 1985. I den forbindelse ofrede Palme sin udenrigsminister Lennart Bodström, der udtalte, at det kun i to tilfælde var bevist, at Sovjetunionen stod bag krænkelserne af svensk farvand. Omkring år 2000 fremførte flere centrale personer, blandt andet USA's tidligere forsvarsminister Caspar Weinberger, at amerikanske og britiske ubåde havde bistået med at teste det svenske beredskab. Specielt en hændelse i Hårsfjärden 1982 er koblet til ubåde fra NATO-lande.
Efter valget gennemførte Palme-regeringen en stor devaluering.[kilde mangler]
I november 1985 afregulerede den svenske nationalbank, Sveriges Riksbank, lånemarkedet. Dette førte senere til høj inflation og en økonomisk krise i 1992. Palme fik oplysninger om afreguleringen, men var enten ikke opmærksom eller irriteret over at få information for sent. Hans vicestatsminister Ingvar Carlsson fik ingen information. Trods mandattilbagegang beholdt Palme regeringsmagten efter Riksdagsvalget i 1985. Det var efter at mange andre europæiske socialdemokratiske ledere havde tabt magten.
Palmes private og offentlige liv blev blandet sammen under den såkaldte Harvard-sag. Olof Palme havde holdt foredrag på Harvard Universitet uden regning, samtidig med at sønnen Mårten Palme fik et stipendiat til universitet. Dette medførte mistanke om skatteunddragelse. Det var Jan Guillou der afslørede forholdet.
Fra 1985 til sin død var en af Palmes store opgaver Bofors' våbeneksport til Indien. Bofors lå i stærk konkurrence med det franske firma Sofma om en ordre på haubitser til en værdi på over otte milliarder svenske kroner. Indiens premierminister, Rajiv Gandhi, var en nær ven af Palme. Bofors henvendte sig derfor til Palme, der indvilgede i at hjælpe. Han og Gandhi havde et møde i oktober 1985, hvor Gandhi krævede, at Bofors skulle annullere alle kontrakter med mellemhandlere, der kunne være involveret i korruption. Palme fremlagde kravet for Bofors' administrerende direktør, Martin Ardbo, der accepterede. Palme og Gandhi mødtes igen den 22. januar 1986, hvor Palme forsikrede Gandhi, at der ingen mellemmænd var involveret. To uger efter mordet på Palme tildeltes Bofors kontrakten. Nu udviklede sagen sig til en meget stor bestikkelsessag, og Gandhi tabte valget i 1989.

## Død
Olof Palme blev skudt i Stockholm 28. februar 1986 klokken 23:21 i krydset Sveavägen-Tunnelgatan. Olof Palme og hans kone Lisbeth Palme var på vej hjem til deres lejlighed i Gamla Stan efter at have set Brødrene Mozart i biografen. En mand skød Palme i ryggen. Den kriminelle Christer Pettersson blev anholdt og dømt for mordet i byretten, men blev frikendt i landsretten. Mordet anses som et nationalt traume i Sverige.
Den 10. juni 2020 blev hans formodede morder udpeget som værende Stig Engström, også kendt som "Skandiamanden", der tidligere havde været én af myndighedernes hovedmistænkte. Dette var mere end 34 år efter mordet. Engström døde i 2000.
Olof Palme ligger begravet ved Adolf Fredriks Kirke. Graven er flere gange blevet vandaliseret.

## Eftermæle
På fortovet hvor Palme blev myrdet er nu en mindeplade.

### Gader opkaldt efter Palme
- Den del af Tunnelgatan, der ligger modsat hvor Olof Palme blev skudt, blev ændret til Olof Palmes gata.
- København har en Olof Palmes Gade (den tidligere Skjoldsgade ved Østerport Station)
- Aarhus har en Olof Palmes Allé med bebyggelsen Olof Palme Parken[46]
- Tyskland: I Berlin hedder pladsen foran indgangen til zoologisk have Olof-Palme-Platz (de). Frankfurt am Main har også en Olof Palme Strasse, Kiel har en Olof-Palme-Damm
- Kulu, Konya, Tyrkiet har en park, som bliver opkaldt efter Olof Palme (tyrkisk: Olof Palme Parki)
- New Delhi har et hovedstrøg ved navn Olof Palme Marg.
- Budapest Den største park i Budapest har opkaldt en af de få gader/parkveje ved navn Olof Palme sétány.
- Maputo i Mozambique har en gade: Avenida Olof Palme
- Holland: Delft har en gade opkaldt efter Olof Palme ved navn Olof Palmestraat
- Grækenland: Athen har en gade ved navn Odos Olof Palme (Οδος Ουλοφ Παλμε)
- Calle Olof Palme på Tenerife.

### Andre hyldester
Palmes politiske gerninger bliver hyldet i "To skud i Stockholm" af Lars Lilholt, og "På mäster Olofs tid" af den svenske poet Björn Afzelius.
I 1987, et år efter mordet, indstiftede Palmes familie og bestyrelsen for socialdemokraterne Olof Palme-prisen. Blandt modtagerene har været Kofi Annan, Aung San Suu Kyi, Hans Blix og den danske forfatter Carsten Jensen. Prisen var oprindeligt på 100.000 svenske kroner, men er siden hævet til 75.000 dollar.
Bygningen, der huser det antropologiske institut ved Kenyon College, er opkaldt efter Olof Palme. Kenyon College havde allerede i juni 1970 givet ham et æresdoktorat. Det var på et tidspunkt hvor Palmes kritik af USA's engagement i Vietnamkrigen havde gjort ham til en ellers kontroversiel figur i USA.
Familien Palme holdt mange sommerferier på øen Fårö. I 1996 hædrede den lokale socialdemokratiske forening Olof Palme med en mindeplads med en skulpturgruppe af Jan Sundström. Mindepladsen er nær ved Sudersand.

## Skildringer
Mordet på Palme har i nogen grad overskygget politikeren Palme blandt skildringerne. Der er således udkommet et væld af bøger og flere dokumentarfilm om mordet og dets efterforskning. Omkring 25 året for mordet rettedes der dog lidt op på misforholdet med to større roste værker der næsten udelukkende fokuserede på Palmes liv. Det ene værk var journalisten og historikeren Henrik Berggrens biografi Underbara dagar framför oss: en biografi över Olof Palme fra 2010. Bogen udkom på dansk som Olof Palme - aristokraten, som blev socialist. Det andet værk var dokumentarfilmen Palme der havde biografpremiere i Sverige den 14. september 2012. Den 25. december 2012 vistes første del af en udvidet version af filmen i tre dele i SVT og DR2. Dokumentaren forsøger at give et billede af mennesket bag politikeren. Et af højdepunkterne er et interview med Desmond Tutu, som i sin anerkendelse af Palmes engagement i kampen mod apartheid udtaler: "Han var usædvanligt farveblind, for han kunne ikke se forskel på sort og hvid".
Henning Mankells teaterstykke Politik, der havde premiere på Helsingborgs stadsteater i 2011, problematiserer Palme og ubådsjagten. I opførelsen, der også blev filmet til SVT, spillede Erik Wiik Palme.
I 2012 skabte den svenske biograffilm thrilleren Call girl kontrovers. Filmen skildrer en pædofil hovedpersons sexkøb af en 14-årig prostitueret og en historie inspireret af virkelighedens historie om "bordellhärvan". Dens instruktør Mikael Marciman og manuskriptforfatteren Marietta von Hausswolf udtalte at filmen var ren fiktion, men hovedpersonen havde en række lighedstegn med Olof Palme. Hovedpersonen er "statsminister" og har blandt andet tilknytning til et parti i filmen betegnet "Socialdemokraterna". I november 2012 indgav en privatperson en politianmeldelse til den svenske justitsminister Beatrice Ask, fordi anmelderen mente, at filmen var vanærende og ærekrænkende.
I december 2012 indgav også Lisbeth Palme og de tre sønner en anmeldelse til de svenske myndigheder. Sønnen Mårten Palme udtalte efter han havde set filmen at han fandt den usmagelig og pinlig, og da filmen blev nomineret til Guldbagge-priser kaldte han den "en total historieforfalskning". Efter den svenske myndighed justitskansleren afstod fra at indlede en forundersøgelse i sagen, valgte også familien Palme ikke at gå videre med deres egen tiltale. Advokater anslog at en tabt retssag kunne betyder en retsprocesudgift på måske en million kroner for den tabende part.

## Fodnoter
1. ↑  Palme blev teknisk set erklæret død 1. marts kl. 0.06, men officielt er hans dødsdag 28. februar